# Artabotrys pierreanus
Artabotrys pierreanus är en kirimojaväxtart som beskrevs av Adolf Engler. Artabotrys pierreanus ingår i släktet Artabotrys och familjen kirimojaväxter. Inga underarter finns listade i Catalogue of Life.